# Cornelius Vanderbilt
Cornelius Vanderbilt (27 tháng 5 năm 1794 - 4 tháng 1 năm 1877), còn được gọi không chính thức là "Commodore Vanderbilt",
(Đô Đốc Vanderbilt) là một ông trùm kinh doanh và nhà từ thiện người Mỹ. Ông tạo dựng sự giàu có của mình trong ngành đường sắt và vận chuyển. Sinh ra nghèo túng và có một nền giáo dục tầm thường, ông đã sử dụng sự kiên trì, trí thông minh và may mắn để tiến thân vào vị trí lãnh đạo trong việc kinh doanh đường thủy nội địa nước Mỹ, và đầu tư vào các ngành công nghiệp đường sắt đang phát triển nhanh chóng. Ông được biết đến nhiều nhất với việc xây dựng Đường sắt Trung tâm New York. Những tuyến đường sắt của ông đã kết nối những thành phố quan trọng nhất ở hai bờ Đông-Tây nước Mỹ, cùng với cuộc cách mạng trong vận chuyển về dầu hoả của Rockerfeller, là tiền đề cho sự phát triển thần kỳ của nước Mỹ đầu thế kỉ 20.
Bên cạnh công việc kinh doanh, Vanderbilt còn là một nhà từ thiện lớn. Ông đã quyên góp tài sản của mình để thành lập trường đại học Vanderbilt tại thành phố Nashville, bang Tennessee, hiện là một trong những trường tư thục tốt nhất nước Mỹ (theo US News). 
Theo Fortune ước tính, số tài sản 105 triệu USD khi ông chết tương đương với 1/87 GDP của nước Mỹ khi đó, khoảng 267 tỉ USD (tính theo GDP nước Mỹ 2022). 

## Một số tuyến đường sắt điều hành bởi Vanderbilt
- Tuyến New York and Harlem
- Tuyến Hudson River
- Tuyến New York Central
- Tuyến Canada Southern
- Tuyến Lake Shore and Michigan Southern
- Tuyến Michigan Central Railroad
- Tuyến New York, Chicago and St. Louis
- Tuyến West Shore
- Tuyến Rome, Watertown and Ogdensburg
- Tuyến Dunkirk, Allegheny Valley and Pittsburgh
- Tuyến Cleveland, Cincinnati, Chicago and St. Louis
- Tuyến Lake Erie and Western Rai
- Tuyến Pittsburgh and Lake Erie